# Fibel von Meldorf

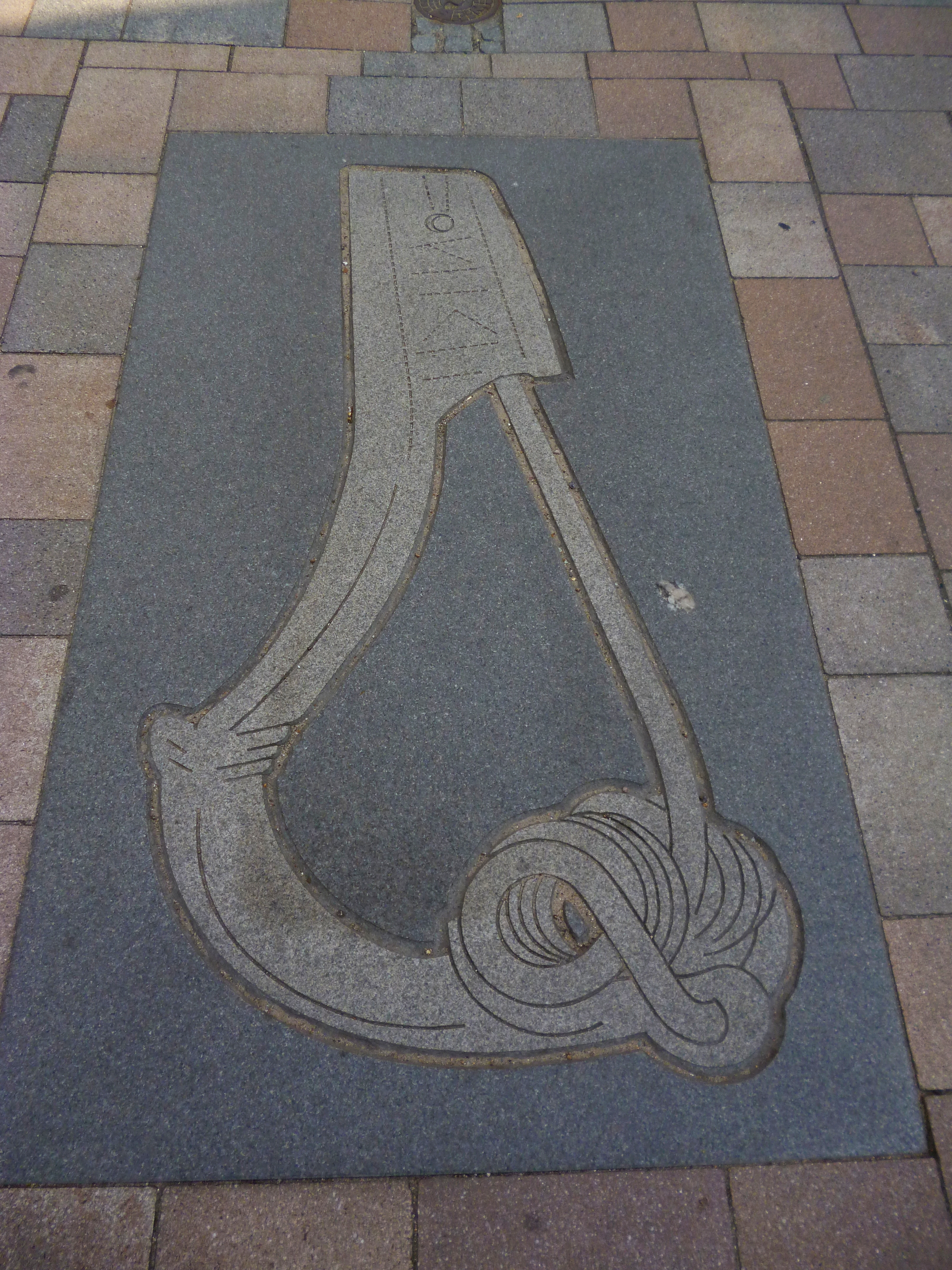
In Stein ausgeführte und ins Straßenpflaster eingelegte Abbildung der Fibel von Meldorf

Die Fibel von Meldorf, auch Runenfibel von Meldorf, ist ein archäologischer Fund aus der Nähe von Meldorf in Schleswig-Holstein. Es handelt sich um eine bronzene Rollenkappenfibel (Gewandspange), "die aus typologischen Gründen in die 1. Hälfte des 1. Jhs. n. Chr. datiert". Die Fibel besitzt auf der Nadelrast vier eingestochene Zeichen, die von einer sicheren Hand mit einem sauberen Tremolierstich ausgeführt wurden. Bei den Zeichen handelt es sich vermutlich um eine Runeninschrift.

## Fundgeschichte und Deutung

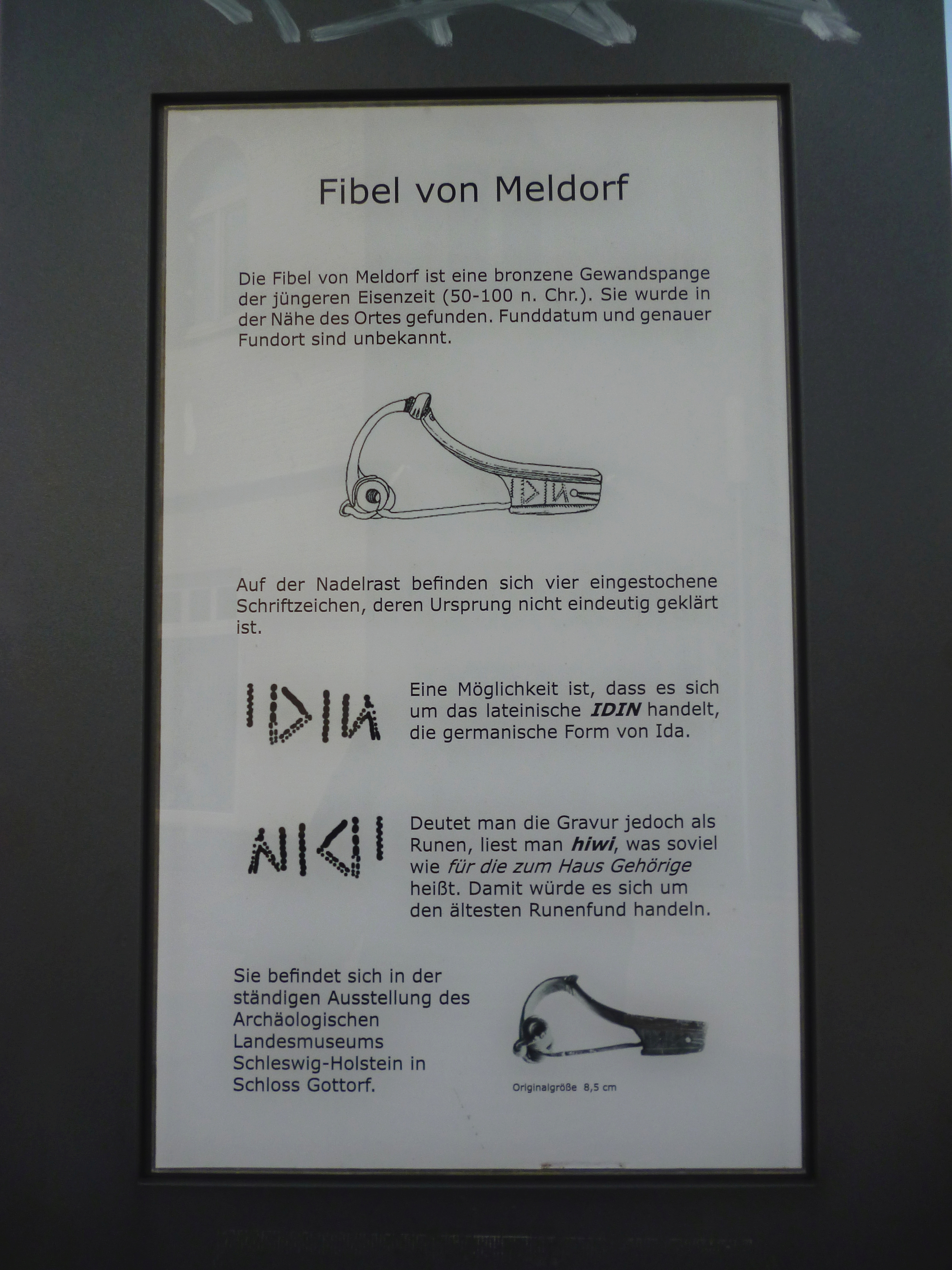
Informationstafel zum Fund der Fibel von Meldorf

Im Februar 1979 stieß der Archäologe Michael Gebühr im Magazin des archäologischen Landesmuseums Schloss Gottorf zufällig auf die Fibel. Die vorherige Fundgeschichte und die früheren Fundumstände sowie der exakte Fundort sind jedoch unbekannt. Die Fibel wurde erst 1968 ausgepackt und katalogisiert. Gebühr deutete die auf ihr angebrachten Zeichen als Schriftzeichen. In der Folge entwickelte sich eine rege Diskussion in der internationalen Fachwelt über die Deutungsmöglichkeiten und Echtheit der Zeichen. Gegen die Deutung als Verzierung spricht das Fehlen vergleichbarer Verzierungen auf den Nadelfüßen anderer Fibeln dieses Typs. Gegen eine Deutung als Runeninschrift spricht vor allem das hohe Alter der Fibel sowie die fehlende Entsprechung der eingestochenen Zeichen mit bekannten Schriftsystemen vor der allgemeinen Verbreitung der Runenschrift. Weitere Deutungsmöglichkeiten wären eine verkümmerte lateinische Inschrift oder die Imitation lateinischer Schriftzeichen durch einen nicht schriftkundigen Handwerker, eine sogenannte Pseudoschrift. Die Ähnlichkeit der Zeichen mit den später verbreiteten Runen lässt die Deutung als Runeninschrift jedoch am wahrscheinlichsten erscheinen. Da die Runen vermutlich nach dem Vorbild der lateinischen Schrift entwickelt wurden, könnte es sich um eine Übergangsform oder eine Mischung von lateinischen und runischen Zeichen handeln.

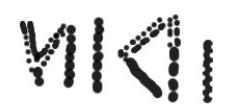
Umzeichnung der Inschrift der Fibel

Lesung und Deutung der Zeichen sind nach wie vor umstritten; am ehesten handelt es sich um einen Frauennamen im Dativ. Handelt es sich um Runen, so könnte die Gravur rechtsläufig (von links nach rechts) gelesen hiwi (ᚺᛁᚹᛁ) heißen und etwa für die Häusliche bedeuten, liest man aber linksläufig (von rechts nach links), könnte es auch eine lateinische Inschrift sein und Idin die germanische Form für Ida heißen.
Angenommen, die Deutung als Runeninschrift sei korrekt, so handelte es sich um den ältesten Runenfund überhaupt und zweifellos um eine Frühstufe der Runen, die ab der Mitte des 2. Jahrhunderts zweifelsfrei nachzuweisen sind.
Die Fibel befindet sich in der Dauerausstellung des Archäologischen Landesmuseums Schleswig-Holstein in Schloss Gottorf.

## Fotografische Abbildungen
- Tineke Looijenga: Tafel 13b–c. In: Dies. Texts & contexts of the oldest Runic inscriptions, Brill, Leiden/Boston 2003, ISSN 1569-1462, ISBN 90-04-12396-2. (The Northern World Vol. 4)
- Thomas Brock: Runen – die magischen Zeichen. In: Abenteuer Archäologie. Nr. 1. Spektrum der Wissenschaft Verl.-Ges., 2006, ISSN 1612-9954, S. 84–86 (thomasbrock.de [PDF]).